# Королевский Шекспировский театр
Королевский Шекспировский театр (англ. The Royal Shakespeare Theatre) — английский драматический театр. Находится под управлением Королевской шекспировской компании, репертуар которой составляют пьесы британского драматурга и поэта Уильяма Шекспира. Находится на родине Шекспира в городе Стратфорд-апон-Эйвон, регион Мидлендс, на реке Эйвон. Королевский Шекспировский театр и Лебединый театр были открыты после реконструкции в ноябре 2010 года. Здание театра внесено в список Памятников архитектуры Соединённого Королевства.

## История
Королевский Шекспировский театр был основан в 1932 году на территории старого Шекспировского мемориального театра, который был открыт 19 апреля 1879 года и погиб в результате пожара 6 марта 1926 года. Новый театр получил то же название, что и старый. Автором проекта здания стала архитектор Элизабет Скотт. Театр стал первым в Англии важным архитектурным проектом, реализованным под руководством женщины. В 1961 году, через год после создания Королевской шекспировской компании, театр был переименован в Королевский шекспировский театр.
В здании театра, спроектированном Э. Скотт, была итальянская сцена-коробка, а вместимость зрительного зала составляла 1400 мест. Места для зрителей расположены в трёх ярусах (партер, бельэтаж и балкон). Позднее с двух боков были добавлены два яруса, сцена получила дополнительную площадку, за счёт которой была продолжена за просцениум. На места на балконе можно было попасть только по специальной дополнительной лестнице. Некоторые части здания спроектированы в стиле Ар-деко, например, лестницы и коридоры по обеим сторонам зрительного зала. Здание театра включено в список зданий Grade II (исторические здания, представляющие особый интерес).
Королевский Шекспировский театр и Лебединый театр располагаются на западном берегу реки Эйвон у садов Бэнкрофт, откуда открывается живописный вид на реку. Из ресторана и бара на крыше здания можно насладиться видом на реку и сады Бэнкрофт.

### Реконструкция
Реконструкция Королевского Шекспировского театра обошлась Королевской шекспировской компании в 112,8 млн $. Проект реконструкции включал в себя создание нового зрительного зала на 1040 мест, сцены, выдвинутой в зрительный зал, которая позволяет зрителям быть более вовлеченными в театральное действие, расстояние до самого последнего места сократилось с 27 до 15 м. В проекте реконструкции также планировалось усовершенствовать Лебединый театр, создать целый ряд новых общественных площадок, в том числе новое кафе на берегу реки и ресторан на крыше, смотровую башню высотой 36 м, а также улучшить закулисные условия для актеров и персонала. Новый театр также стал более удобным для людей с ограниченными возможностями.
Это «однокомнатный» театр, что позволяет актерам и зрителям находиться в одном пространстве, как это и было во времена первых постановок шекспировских пьес. Сцена выдвинута в зал, так что зрители располагаются по трём сторонам сцены. Такая особенность театра создает более традиционную обстановку для просмотра шекспировских пьес, и позволяет зрителям стать ближе к актерам и быть в большей степени вовлеченными в театральное действие.
Источниками финансирования проекта выступили различные организации, в том числе Художественный Совет Англии, и региональное агентство по вопросам развития Advantage West Midlands. Были также организованы успешные общественные кампании по сбору денежных средств. Проект реконструкции предусматривал создание временного дворового театра для домашних представлений театра в Стратфорд-на-Эйвоне на время, пока были закрыты Королевский шекспировский театр и Лебединый театр, а также создание новых офисов на улице Чапел-Лэйн и детского сада и ремонт репетиционного зала на Арден-Стрит. Проект обошелся примерно в 100 млн фунтов, он также получил финансовую поддержку Королевской шекспировской компании Америки и ее совета директоров.
В 2007 году начались активные реконструкционные работы, которые планировалось завершить в 2010 году. От Королевской шекспировской компании в проекте принимала участие специальная команда, которую возглавлял директор проекта, Кавалер Ордена Британской империи, Питер Уилсон. Другие члены команды: компании Bennetts Associates (архитекторы), Buro Happold (инженеры и консультанты по транспорту), Charcoalblue (театральные консультанты), Mace (руководители строительства), Acoustic Dimensions (консультанты по акустике), Drivers Jonas Deloitte (управление проектом и консультации по стратегическому планированию) и Gardiner and Theobald (составление сметы и проектный надзор).
Во время реконструкции представления проводились во временном дворовом театре, который был полноразмерным рабочим прототипом Королевского Шекспировского театра, сооруженным на территории студийного театра Королевской шекспировской компании.
Новый театр открылся в ноябре 2010 года. Театр начал показ шекспировских пьес из репертуара Королевской шекспировской компании в феврале 2011 года, до этого времени можно было попасть на предварительный закрытый показ спектаклей. Показ первых новых постановок по произведениям, написанным специально для сцены Королевского шекспировского театра начался с апреля 2011 года, вместе с показом спектакля «Макбет» Майкла Бойда, в рамках празднования 50-го юбилея Королевской шекспировской компании, который проходил с апреля по декабрь 2011 года.
Королевский Шекспировский театр был официально открыт 4 марта 2011 года Королевой Великобритании Елизаветой II и Принцем Филиппом, которые приняли участие в представлении и сыграли сцену на балконе из «Ромео и Джульетты»..

## Услуги
В театре открылись новые ресторан и бар на крыше, откуда открывается вид на реку Эйвон, также есть кафе и терраса, располагающиеся на берегу реки, Колоннада, связывающая Королевский Шекспировский театр и Лебединый театр, выставочный зал PACCAR, а также башня высотой 36 метров со смотровой площадкой, располагающейся на уровне 32 метров, с которой открывается вид на город и его окрестности. Также здесь есть набережная, которая идет от садов Бэнкрофт, мимо театра, к Церкви Святой Троицы.
Сейчас впервые всё здание доступно для посетителей, в том числе людей с ограниченными возможностями, артистов и сотрудников. В новом зрительном зале Королевского Шекспировского театра в три раза больше специальных мест для инвалидных колясок по сравнению с предыдущим залом, а также появились новые лифты (до реконструкции в здании не было предусмотрено общественных лифтов), туалеты на всех этажах театра, а на набережной, которая ранее была многоуровневой, убрали ступени.